# Hồ Thiệu Trị
Hồ Thiệu Trị là một kiến trúc sư nổi tiếng tại Việt Nam, ông sinh năm 1945 tại Rạch Giá, tỉnh Kiên Giang, Việt Nam. Ông tốt nghiệp trường Đại học Kiến trúc Sài Gòn năm 1973. Sau đó ông chuyển sang Pháp và nhập quốc tịch ở đó. Năm 1995, Hồ Thiệu Trị trở lại Việt Nam theo lời mời của kiến trúc sư Hoàng Đạo Kính. Đồ án tu bổ Nhà hát lớn Hà Nội của ông được thông qua. Từ năm 1995 đến năm 1997, ông tham gia giám sát công trình. Sau công trình này, ông đã được nhận Giải thưởng Kiến trúc Việt Nam do Bộ Văn hóa-Thông tin, Bộ Xây dựng và Hội Kiến trúc sư Việt Nam trao tặng.

## Các công trình
- 2000: Trung tâm Chiếu phim Quốc gia (Láng Hạ, Hà Nội)
- 2001: Khu biệt thự cao cấp Hồ Tây (Đặng Thai Mai, Tây Hồ, Hà Nội)
- 2001: Cao ốc Văn phòng 21 tầng Bitexco (Q1, Tp. Hồ Chí Minh)
- 2002: Trung tâm Ngôn ngữ Văn minh Pháp L'Espace (24 Tràng Tiền, Hà Nội)
- 2002: Khách sạn 5 sao Tân Hoàng Cung (Huế)
- 2002: Resort Mỹ Cảnh – Bảo Ninh (Đồng Hới, Quảng Bình)
- 2003: Trung tâm Tổ chức Hội nghị tỉnh Quảng Ninh (Hạ Long, Quảng Ninh)
- 2003: Khu du lịch sinh thái Giang Điền 30 ha (Đồng Nai)
- 2004: Nhà hỗn hợp cao tầng ở & làm việc 21 tầng Lilama (124 Minh Khai, HN)
- 2004: Khách sạn Zephir (4-6 Bà Triệu, Hà Nội)
- 2004: Nhà câu lạc bộ Sân gôn Tam Đảo (Vĩnh Phúc)
- 2004: Quy hoạch Khu đô thị mới Nam thị xã Vĩnh Yên 1300 ha (Vĩnh Phúc)
- 2004: Quy hoạch Khu đô thị mới Đại Phước 464 ha (Đồng Nai)
- 2004: Quy hoạch Khu đô thị mới Nhơn Phước 201 ha (Đồng Nai)
- 2004: Trụ sở làm việc Tỉnh uỷ Kiên Giang
- 2004: Trung tâm Kinh doanh đồng bộ 3 chức năng Toyota Mỹ Đình (Mỹ Đình)
- 2004: Cao ốc văn phòng 10 tầng (63 Nam Kỳ Khởi Nghĩa, Q1, Tp. HCM)
- 2004: Cao ốc văn phòng 15 tầng (10 Công trường Quốc tế, Q1, Tp. HCM)
- 2007: Cao ốc văn phòng FPT 27 tầng nổi, 5 tầng hầm (89 Láng Hạ, Đống Đa, Hà Nội)